# Altes Zollhaus Wennigsen

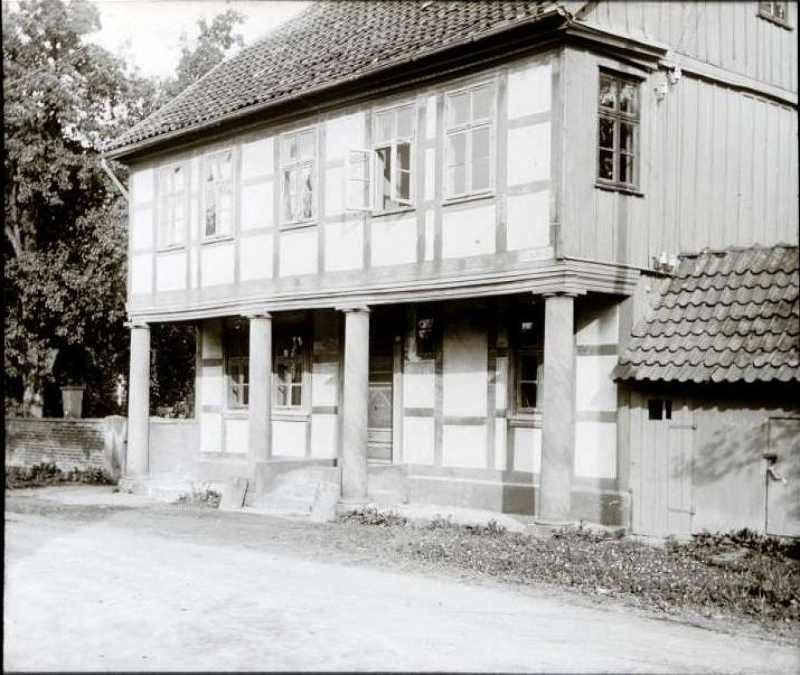
Ansicht 1940

Das Alte Zollhaus Wennigsen ist ein vermutlich zwischen 1829 und 1832 erbautes Fachwerkhaus in Wennigsen, das wahrscheinlich als Wegegeldstation erbaut wurde heute unter Baudenkmalschutz steht.

## Entstehensgründe
Bis Mitte des 18. Jahrhunderts waren die Fernstraßen im Kurfürstentum Hannover unbefestigte Sandwege, für die kein Wegegeld erhoben wurde. Das galt auch für die Wege und Straßen bei Wennigsen, über deren Zustand in verschiedenen Berichten aus dem „Amt“ Wennigsen geklagt wurde. Der zunehmende Frachtverkehr ab dem 18. Jahrhundert brachte starke Schäden am Wegenetz mit sich. Seit Anfang des 17. Jahrhunderts passierten schwere Kohletransportfahrzeuge die unbefestigten Wege, die Steinkohle vom Bröhn im Deister nach Hannover fuhren. Nachdem von 1618 bis 1648 der Dreißigjährige Krieg die Arbeit in den Kohlegruben unterbrochen hatte, ließ 1695 Graf Platen dort wieder Steinkohle fördern, die er für seine Kalkbrennerei und seine Brauerei in Linden benötigte. Der Transport dorthin erfolgte über die noch schlecht ausgebauten Straßen und erschwerte deren Instandhaltung.
Ab 1763, nach Beendigung des Siebenjährigen Kriegs, erkannten viele Landesfürsten, dass nur ein staatlich kontrollierter Wegebau das öffentliche Wegenetz erhalten und den Handel fördern könne. König Georg III. von Hannover stellte größere Summen für den Straßenbau bereit und ließ eine staatliche „Königlich Curfürstliche Wegebau-Intendance“ gründen, die zunächst den Ausbau der Fernstraßen durchführen sollte. 1764 wurde so als erste Fernstraße die Chaussee zwischen Hameln und Hannover ausgebaut, die heute die B 217 darstellt und in der Nähe von Wennigsen verlief. 1766 entstand der Plan, die Benutzer der ausgebauten Straßen an den Kosten für Bau und Erhaltung der Chaussee zu beteiligen. Ab dem 6. Mai 1768 verordnete ein Gesetz im Land Hannover die Einrichtung von Wegehäusern an Chausseen, in denen Wegegelder kassiert werden sollten. Die durch Wennigsen führende Straße, das heißt der Wegbereich vom Kohlebergwerk im Deister bis hin zur Chaussee Hameln–Hannover, wurde zunächst nicht als Chaussee ausgebaut. Daher konnte dort noch kein Wegegeld erhoben werden.
In der Zeit der napoleonischen Kriege und der Besetzung durch französische und preußische Truppen zwischen 1803 und 1813 konnte der Straßenbau und damit auch die Wegegeldeinrichtung nicht weiter entwickelt werden. Erst 1817 entstand im Land Hannover, als Nachfolgeorganisation der „Intendance“, wieder eine „General Wegebaukommission“ und eine neue Wegegeldordnung vom 19. September 1817. Jetzt plante man den Ausbau der bisher nicht befestigten Landstraßen, was auch den Wennigser Raum betraf. Zwischen 1829 und 1830 entstand hier die neue „Amts- und Kohlestraße“ zwischen Wennigsen und der Hamelner Chaussee, an deren Beginn das „Alte Zollhaus“ steht. Grund für diesen Straßenbau war ein Antrag des damaligen Pächters der Kohlegrube im Deister, Johann Egestorff, der darum bat, die Förderstätten im Deister ausbauen zu dürfen. Die Genehmigung für dieses Gesuch gab es erst 1836 für den Sohn des Antragstellers Georg Egestorff, als durch den Ausbau der „Amts- und Kohlestraße“ der Transport der Kohle ohne Schaden für die Straße möglich war. Nach erfolgtem Ausbau der Kohlestraße war der Betrieb einer Wegegeldstelle bei Wennigsen zu rechtfertigen.

## Geschichte
Die Geschichte des Alten Zollhauses ist nur spärlich dokumentiert. Lediglich der erste Wegegeldeinnehmer ist namentlich bekannt. Es handelt sich um einen Herrn Großstück, genaue Jahreszahlen sind nicht bekannt. Die Nachfahren des Herrn Großstück haben das Haus bis 1913 bewohnt. Am 3. Oktober 1913 verkaufte Frau Theresa Hühnerberg, geb. Großstück, das Haus an den Klostergärtner Gustav Kiesow, der auf dem Gelände eine Gärtnerei betrieb und im Haus einen Verkaufsraum einrichtete. 1924 baute Kiesow einen Pferdestall an der Nordostecke des Grundstücks an.
1964 kollidierte ein Autofahrer mit der westlichen Säule und stieß sie um. Durch rechtzeitige Sicherungsmaßnahmen konnte ein größerer Schaden abgewendet werden. Die Originalsäule wurde wieder eingefügt.
1982 wurde das Dach neu gedeckt und die hellgelb gestrichene, vertikale Verbretterung an der Westfassade durch einen Ziegelbehang ersetzt. Seit 1987 wird das zuletzt nur als Wohnhaus benutzte Gebäude nicht mehr zu Wohnzwecken genutzt.

### Datierung

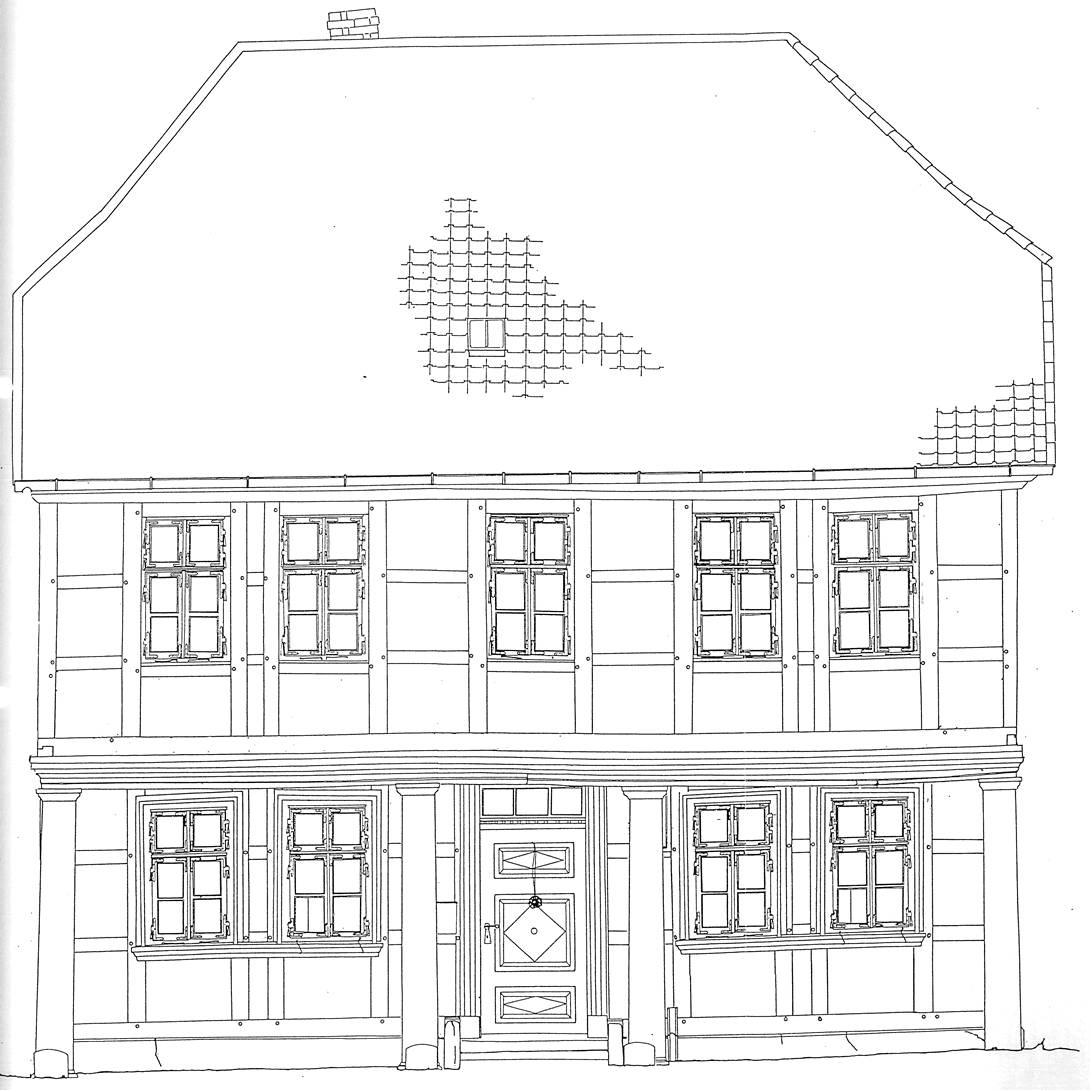
Zeichnung von der Gebäudefassade

Das Baujahr des Alten Zollhauses ist nicht überliefert. Eine grobe Eingrenzung der Erbauungszeit auf Anfang des 19. Jahrhunderts lässt sich aus dem „Summarischen Verzeichnis der in dem Amt Wennigsen vorhandenen, von der Königlichen Kammer zu unterhaltenden Gebäude, Bauwerke und Geräte“ vom 12. Januar 1819 schließen. Da das Alte Zollhaus in Wennigsen darin noch nicht erwähnt ist, ist seine Entstehungszeit auf einen Zeitpunkt nach 1819 anzusetzen.
Für eine Entstehungszeit zwischen 1829 und 1832 sprechen zwei Argumente:
- Die Amts- und Kohlestraße zwischen dem Deister und der Chaussee Hameln-Hannover (heutige Bundesstraße 217), an deren Anfang das Alte Zollhaus liegt, ist zwischen 1829 und 1830 ausgebaut worden. Erst damit war an dieser Stelle der Bau und Betrieb einer Wegegeldstation gerechtfertigt.

- Verschiedene Quellen weisen nach, dass zwischen dem Alten Zollhaus und einer Reihe von anderen um 1828 entstandenen Wegegeldhäusern im Bezirk Göttingen deutliche Parallelen im Aufbau bestehen, die auf eine annähernd gleiche Bauzeit schließen lassen. Dazu gehören ein rechteckiger Grundriss, die traufständige Bauweise, ein dazugehöriges Gartengrundstück und ein an das Haus angebauter, kleiner Stall.

Ein Problem für die Datierung entsteht durch eine Inschrift mit der Jahreszahl 1822, die an der Nordseite des Gebäudes angebracht ist. In dem heimatlichen Werk von Wüllner, „Aus Wennigsens Vergangenheit - Beiträge zur Ortsgeschichte“, ist in Anlehnung an diese Inschrift als Baujahr 1822 angegeben. Die Zuverlässigkeit dieser Datierung ist aber fraglich, da die Jahreszahl 1822 erst 1974 durch einen Maler aufgetragen worden ist, der eine noch schwach sichtbare ältere Inschrift an dieser Stelle nachvollzogen hat. Es könnte sich also um Übertragungsfehler von 1829 zu 1822 oder von 1832 zu 1822 handeln.
Eine Überlegung bei der  Datierung war, dass es sich bei dem Gebäude in Wennigsen um eine privat betriebene Wegegeldstation gehandelt hat. Sie könnte vor Fertigstellung der Kohlestraße, die erst die staatliche Erhebung von Wegegeld und damit die Errichtung eines staatlichen Wegegeldhauses rechtfertigt, errichtet worden sein. Solche private Wegegelderhebung hat es in einzelnen Fällen an besonders gut ausgebauten Straßen gegeben mit der Auflage, die Einnahmen wieder für den Ausbau und Reparatur zu verwenden. Eine private Erhebungsstelle ist in Wennigsen vor 1829 nicht wahrscheinlich, weil die betreffende Straße nicht gut ausgebaut war. Überzeugend ist vor allem der Hinweis, dass die Verwendung von Säulen als Bauelement in der ersten Hälfte des 19. Jahrhunderts nur bei Gebäuden mit staatlicher Funktion als Hinweis auf hier ausgeübte hoheitliche Aufgaben erlaubt war. Dies lässt den Schluss zu, dass das Wegegeldhaus in Wennigsen mit seinen Säulen keine private, sondern eine staatliche Einrichtung war und ist erst nach Fertigstellung der staatlichen Kohlestraße 1829–1830 zu datieren ist.

## Nutzung
Obwohl sich der Name Altes Zollhaus für dieses Gebäude in Wennigsen eingebürgert hat und auch in der heimatkundlichen Literatur benutzt wird, ist eine Nutzung des Gebäudes als Zollhaus oder Zollstelle nicht nachweisbar. Schon vor der Errichtung des Gebäudes in den 1820er Jahren wurden im Königreich Hannover keine Binnenzölle mehr erhoben. Wahrscheinlich ist, dass es sich um eine Wegegeldstelle handelte. Diese standen an besonders befestigten Straßen oder an Brücken. Die dort stationierten Wegegeldeinnehmer kassierten Gebühren von den vorbeifahrenden Fuhrwerken. Die eingenommenen Mittel mussten für den Ausbau und die Erhaltung der Straße verwendet werden.

### An- und Umbauten
Nachträgliche An- und Umbauten, die am Gebäude festzustellen sind, müssen nach Aufgabe der Nutzung des Gebäudes als Wegegeldstation durchgeführt worden sein, weil es den Wegegeldeinnehmern grundsätzlich verboten war, die von ihnen verwalteten und bewohnten Gebäude zu verändern. An der Westfassade war zeitweise ein hölzerner Stall angebaut. Dieser wurde in der zweiten Hälfte der 1960er Jahre abgebrochen. 1924 erbaute das Gärtnerehepaar Kiesow an der Südwestecke des Haupthauses einen Pferdestall aus Backstein. Er wird heute als Schuppen genutzt.
Weitere Nebengebäude im südöstlichen Grundstücksbereich wurden offensichtlich für den Gärtnereibetrieb gebraucht. Der Einbau eines Schaufensters in der Nordfassade wurde mit der Nutzung des dahinterliegenden Raums als Verkaufsraum der Gärtnerei umgesetzt. Der wintergartenähnliche Anbau an der Ostfassade könnte im gleichen Zeitraum angefügt sein. Nach Einschätzung der Formelemente muss dieses im ersten Viertel des 20. Jahrhunderts geschehen sein. Die im vergleichbaren Zeitraum entstandenen Wegegeldhäuser hatten eine „mittensymmetrische Gestaltung der straßenseitigen Fassaden“. Es ist anzunehmen, dass dieses Prinzip auch für die ursprüngliche Anordnung der Fenster im Alten Zollhaus in Wennigsen galt. Eine solche Symmetrie ist heute nicht mehr vorhanden, im westlichen Bereich der Straßenfassade wurde die Anordnung der Fenster verändert, wahrscheinlich im Zusammenhang mit Veränderungen im Innenausbau. Diese Veränderungen sind nicht mehr datierbar.

## Heutige Situation

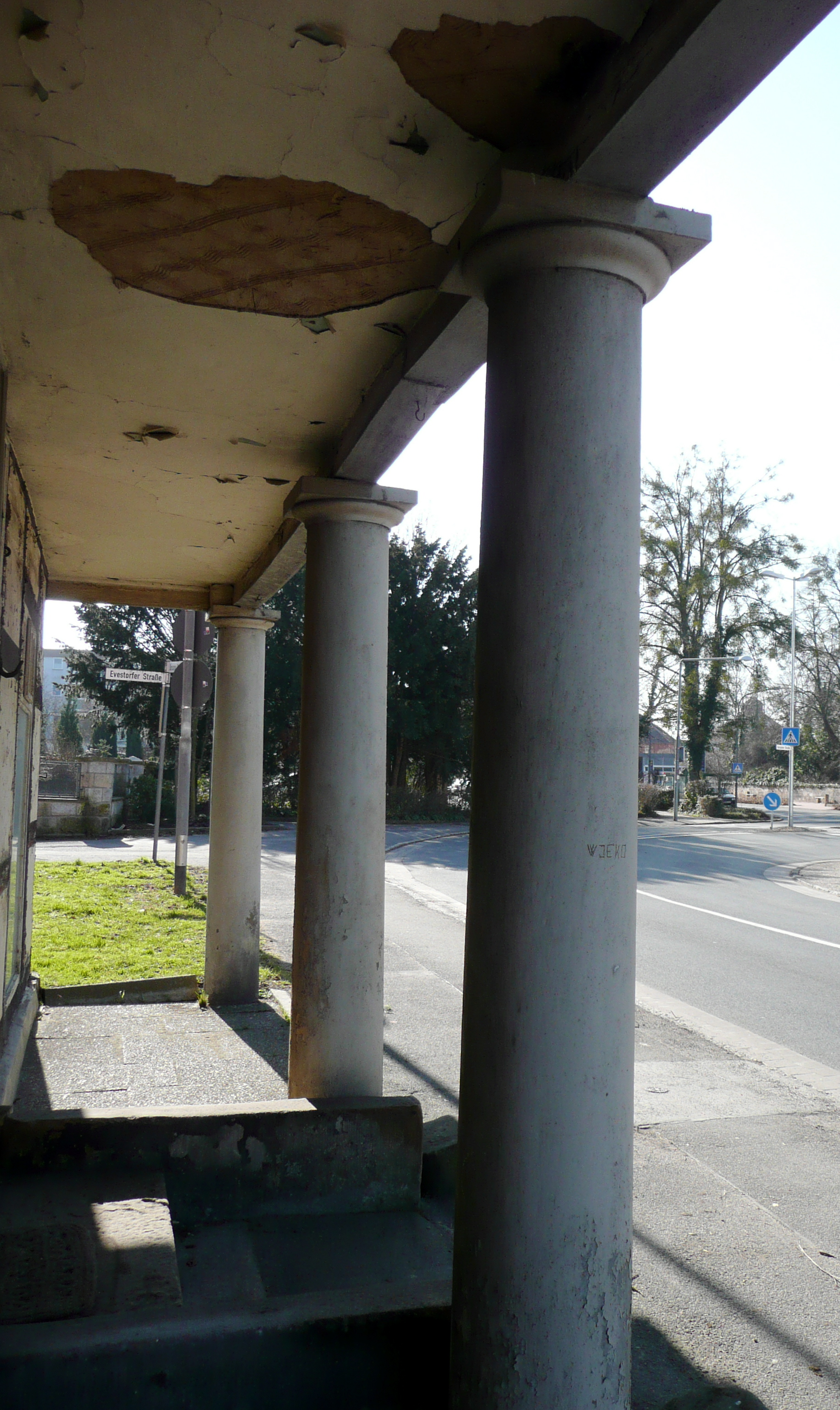
Dorische Säulen an der Gebäudefassade

Das Alte Zollhaus in Wennigsen ist ein einfacher Fachwerkbau auf einer fast quadratischen Grundfläche. Die Kantenlänge des zweigeschossigen Hauses beträgt ca. 10 m, ebenso die Firsthöhe. Das Dach ist als pfannengedecktes Krüppelwalmdach ausgebildet. Die Traufseite (Nordfassade) erstreckt sich längs der Straße. Das Obergeschoss ragt an der Straßenseite vor und bildet so über die ganze Fassadenbreite einen überdachten Gang. Vier dorische Säulen aus Sandstein begrenzen den Gang und stützen das vorragende Geschoss. Drei zylindrische so genannte „Wagenradabweiser“ aus Sandstein sind straßenseitig am Fuß der Säulen angebracht und sollen diese vor Beschädigung durch die ankommenden Fuhrwerke schützen.
Das Gebäude befindet sich in Privatbesitz.

### Erhalt und weitere Nutzung
Bei dem Bestand handelt es sich in prägenden Teilen um Bausubstanz aus dem beginnenden 19. Jahrhunderts. Schon allein deshalb ist es als Beispiel für den Gebrauchsfachwerkbau einzigartig. Des Weiteren ist es ein Gebäude mit nachgewiesener historischer Funktion, das in der ersten Hälfte des 19. Jahrhunderts eine Rolle im Wirtschafts- und Verkehrswesen des Bezirks Hannover gespielt hat. Besonders wichtig ist, dass die Funktion sich in der äußeren Gestaltung so deutlich spiegelt, dass ein Betrachter an der Fassade ahnen kann, was an einer solchen Wegegeldstation geschah.
Wenn außen die detailgetreue Erhaltung der ersten Bausubstanz anzustreben ist, ist im Inneren des Hauses dieses Ziel kaum zu erreichen. Es ist kein genaues Bild der ersten Einteilung des Hauses zu finden, und deshalb ist diese auch schwer so wiederherzustellen, dass die ursprüngliche Funktion der Räume deutlich wird.
Die Rekonstruktion der Innenräume ist aufgrund der fehlenden Quellen nicht möglich und kann deshalb bei der Sanierung auch nicht angestrebt werden. Für die Gestaltung der Innenräume sollte vielmehr die geplante Nutzung entscheidend sein.
Derzeit plant eine lokale Initiative die Sanierung des Alten Zollhauses. Ziel ist die Schaffung eines Zentrums für kulturelle Bildung nach dem Vorbild der Sinneswahrnehmung des Wennigser Feinmechanikers und Künstlers Erich Pollähne und Handwerkerphilosophen Hugo Kükelhaus.

### Denkmalpflege
Das Alte Zollhaus ist 1980 in die Inventarliste der Denkmalfachbehörde aufgenommen worden. In dieser Liste werden die Denkmäler der Region Hannover erfasst und katalogisiert. Das Alte Zollhaus erfüllt mehrere Kriterien des Denkmalschutzgesetzes und wurde als Kulturdenkmal der gehobenen Kategorie eingestuft. Seit dem 17. August 1988 steht das Gebäude im Amtsblatt der Unteren Denkmalschutzbehörde und ist damit offiziell als Kulturdenkmal anzusehen. Das Wegegeldhaus wird als Einzeldenkmal bezeichnet, da es allein durch seinen Bau und seine ehemalige wirtschaftliche Funktion eine Seltenheit darstellt.
Bei der Sanierung des Alten Zollhauses sind teilweise starke Eingriffe in die alte Bausubstanz notwendig. Hier sind vom Denkmalschutz der Region Hannover folgende denkmalpflegerischen Zielvorstellungen formuliert worden:
- Beibehaltung der Fassade, Elemente, Dach und Struktur.
- Beibehaltung des Treppenhauses im Innern – Das Ladenfenster im Erdgeschoss kann wieder in den Ursprung versetzt werden.
- Alle Veränderungen sind mit der Denkmalschutzbehörde abzustimmen.
- Des Weiteren kann der Boden im Erdgeschoss eingeebnet werden durch Füllen des Kellers.
- Um Platz zu schaffen, können in der oberen Etage die Zwischenwände entfernt werden, nicht aber die vom Treppenhaus.